# Парламентські вибори в Білорусі 2004
17 жовтня 2004 року відбулися вибори депутатів палати представників национальних зборів Республіки Білорусь третього скликання, на яких були обрані 107 з 110 депутатів.
Опозиційними силами були сформовані дві коаліції:
- «Народна коаліція 5+» (Білоруська партія праці, Білоруський Народний Фронт, Білоруська соціал-демократична Громада, Об'єднана громадянська партія, Партія комуністів Білорусі)
- «Коаліція демократичних центристів» (Парламентська група «Республіка», Коаліція «Молода Бєларусь», Європейська коаліція «Вільна Бєларусь», Білоруська соціал-демократична партія (Народна Громада), Білоруська партія жінок «Надзея»)

Однак, від цих коаліцій не був обраний жоден депутат. За твердженням опозиції, всі обрані депутати входять у так званий «список Лукашенко».

## Результати
| Партія                                                  | Кількість депутатів | Кількість депутатів         |  |
| Партія                                                  | Висунула кандидатів | Кількість обраних депутатів |  |
| ------------------------------------------------------- | ------------------- | --------------------------- |  |
| Ліберально-демократична партія                          | 38                  | 1                           |  |
| Об'єднана громадянська партія                           | 37                  | 0                           |  |
| Білоруська народний фронт                               | 30                  | 0                           |  |
| Комуністична партія Білорусі                            | 8                   | 8                           |  |
| Білоруська партія лівих «Справедливий світ»             | 30                  | 0                           |  |
| Білоруська соціал-демократична партія (Громада)         | -                   | -                           |  |
| Республіканська партія праці і справедливості           | 0                   | 0                           |  |
| Білоруська патріотична партія                           | 0                   | 0                           |  |
| Білоруська партія «Зелені»                              | 0                   | 0                           |  |
| Консервативно-Християнська Партія - БНФ                 | 0                   | 0                           |  |
| Партія «Білоруська соціал-демократична Громада»         | 11                  | 0                           |  |
| Соціал-демократична партія Народної Згоди               | 4                   | 0                           |  |
| Республіканська партія                                  | 3                   | 0                           |  |
| Білоруська аграрна партія                               | 3                   | 3                           |  |
| Білоруська соціально-спортивна партія                   | 0                   | 0                           |  |
| Партія свободи і прогресу                               | 0                   | 0                           |  |
| Партія Білоруська християнська демократія               | 0                   | 0                           |  |
| Білоруська партія робітників                            | 0                   | 0                           |  |
| Білоруська соціал-демократична партія (Народна Громада) | 28                  | 0                           |  |

- Перший тур (17 жовтня 2004): результати виборів
  - Число виборців — 6'986'163
  - Явка — 6'297'600 (90,14%)
  - Недійсних бюлетенів — 201'462
  - Дійсних голосів — 6'096'138

- Перший тур: Розподіл місць
  - Безпартійні — 98
  - коммуністична партія Білорусі — 8
  - аграрная партія — 3
  - ліберально-демократична партія — 1

Джерело: Національні збори Республіки Бєларусь, Секретаріат Палати Представників (04.03.2005, 07.04.2005)

## Статистика
- Розподіл місць за статтю:
  - Чоловіків — 78
  - Жінок — 32
  - Частка жінок — 29,09%

- Розподіл місць за віком:
  - від 21 до 30 років — 1
  - від 31 до 40 років — 3
  - від 41 до 50 років — 38
  - від 51 до 60 років — 60
  - від 61 до 70 років — 7

- Розподіл місць по професіях:
  - Інші — 31
  - Вчителі — 30
  - Економісти- 26
  - Юристи — 13
  - Медики — 10